# Tóquio Ocidental
Tóquio Ocidental, também conhecido como Área Tama (多摩地域, Tama chiiki), Tama (região) (多摩地方, Tama-chihō) ou toka (都下), na Metrópole de Tóquio consiste em 30 municípios comuns (cidades, vilas e aldeias), ao contrário da parte oriental, que consiste em 23 regiões especiais.

## Visão geral
Enquanto no leste da Metrópole de Tóquio as 23 regiões especiais ocupam a área que era anteriormente a Cidade de Tóquio, o oeste consiste em 30 outros municípios comuns (cidades, vilas e uma aldeia).

### Lista de cidades, vilas e aldeia
| No.      | Bandeira | Nome            | Japonês    | População (Desde outubro de 2016) | Densidade (/km²) | Área (km²) |
| -------- | -------- | --------------- | ---------- | --------------------------------- | ---------------- | ---------- |
| 01       |          | Hachiōji        | 八王子市   | 0577,072                          | 03,100           | 0186.38    |
| 02       |          | Tachikawa       | 立川市     | 0177,110                          | 07,270           | 024.36     |
| 03       |          | Musashino       | 武蔵野市   | 0145,296                          | 13,230           | 010.98     |
| 04       |          | Mitaka          | 三鷹市     | 0189,577                          | 11,550           | 016.42     |
| 05       |          | Ome             | 青梅市     | 0136,581                          | 01,320           | 0103.31    |
| 06       |          | Fuchū           | 府中市     | 0261,991                          | 08,900           | 029.43     |
| 07       |          | Akishima        | 昭島市     | 0111,482                          | 06,430           | 017.34     |
| 08       |          | Chōfu           | 調布市     | 0232,573                          | 10,780           | 021.58     |
| 09       |          | Machida         | 町田市     | 0433,720                          | 06,040           | 071.80     |
| 10       |          | Koganei         | 小金井市   | 0122,977                          | 10,880           | 011.30     |
| 11       |          | Kodaira         | 小平市     | 0191,406                          | 09,330           | 020.51     |
| 12       |          | Hino            | 日野市     | 0187,262                          | 06,800           | 027.55     |
| 13       |          | Higashimurayama | 東村山市   | 0150,116                          | 08,760           | 017.14     |
| 14       |          | Kokubunji       | 国分寺市   | 0123,290                          | 10,760           | 011.46     |
| 15       |          | Kunitachi       | 国立市     | 073,934                           | 09,070           | 08.15      |
| 16       |          | Fussa           | 福生市     | 058,505                           | 05,760           | 010.16     |
| 17       |          | Komae           | 狛江市     | 081,119                           | 12,690           | 06.39      |
| 18       |          | Higashiyamato   | 東大和市   | 084,876                           | 06,320           | 013.42     |
| 19       |          | Kiyose          | 清瀬市     | 075,072                           | 07,340           | 010.23     |
| 20       |          | Higashikurume   | 東久留米市 | 0116,566                          | 09,050           | 012.88     |
| 21       |          | Musashimurayama | 武蔵村山市 | 071,419                           | 04,660           | 015.32     |
| 22       |          | Tama            | 多摩市     | 0147,280                          | 07,010           | 021.01     |
| 23       |          | Inagi           | 稲城市     | 089,217                           | 04,960           | 017.97     |
| 24       |          | Hamura          | 羽村市     | 055,620                           | 05,620           | 09.90      |
| 25       |          | Akiruno         | あきる野市 | 080,787                           | 01,100           | 073.47     |
| 26       |          | Nishitōkyō      | 西東京市   | 0200,652                          | 12,740           | 015.75     |
| 27       |          | Mizuho          | 瑞穂町     | 033,367                           | 01,980           | 016.85     |
| 28       |          | Hinode          | 日の出町   | 017,349                           | 0618             | 028.07     |
| 29       |          | Hinohara        | 檜原村     | 02,145                            | 020.3            | 0105.41    |
| 30       |          | Okutama         | 奥多摩町   | 05,132                            | 022.8            | 0225.53    |
| No geral | No geral | No geral        | No geral   | 4,233,493                         | 03,650           | 1,160      |

As vilas de Hinode, Mizuho, Okutama, e a aldeia de Hinohara estão no Distrito de Nishitama.
As ilhas offshore de Tóquio (incluindo as Bonin, Vulcão, Izu cadeias de ilhas e as ilhas desabitadas de Okinotorishima e Minamitorishima não são consideradas parte do Tóquio ocidental.

## História
Sob o sistema Ritsuryō, Tóquio Ocidental era parte de Província de Musashi. A capital provincial estava em Fuchū. O templo provincial (kokubunji) estava em Kokubunji e o santuário principal (ichinomiya) estava em Tama.
Tóquio Ocidental anteriormente consistia em três distritos:
- Distrito de Nishi-Tama (西多摩郡, Nishi-Tama-gun) (lit. "Tama Ocidental") abrangia as cidades atuais de Akiruno, Fussa, Hamura e Ōme; Além das quatro municipalidades (3 cidades e uma aldeia) que ainda permanecem uma parte do distrito.
- Distrito de Minami-Tama (南多摩郡, Minami-Tama-gun) (lit. "Tama Sul") cobriu a área agora ocupada por Hachiōji, Hino, Inagi, Tama e Machida. Com a formação de Inagi (a última cidade a ser criada em Tóquio em 1971), o Distrito de Minamitama deixou de existir.
- Distrito de Kita-Tama (北多摩郡, Kita-Tama-gun) (lit. "Tama Norte") consistiu nas localizações das cidades atuais de Akishima, Chōfu, Fuchū, Higashikurume, Higashimurayama, Higashiyamato, Kiyose, Kodaira, Koganei, Kokubunji, Komae, Kunitachi, Mitaka, Musashimurayama, Musashino, Nishitokyo e Tachikawa, bem como algumas terras agora em Setagaya. Com o estabelecimento da cidade de Musashimurayama em 1970, o Distrito de Kitatama deixou de existir.